# Danh sách cầu thủ tham dự giải vô địch bóng đá U-17 Nam Mỹ 2017
Giải vô địch bóng đá U-17 Nam Mỹ 2017 là một giải thi đấu bóng đá quốc tế tổ chức ở Chile. 10 đội tham gia phải đăng ký đội hình 23 cầu thủ; chỉ có các cầu thủ trong đội hình mới được tham gia giải đấu.
Các cầu thủ phải sinh sau ngày 1 tháng 1 năm 2000. Tuổi của cầu thủ được tính đến ngày khai mạc giải đấu.

## Bảng A

### Bolivia
Huấn luyện viên: Mauricio Soria
| 0#0 | Vị trí | Cầu thủ             | Ngày sinh và tuổi           | Câu lạc bộ         |
| --- | ------ | ------------------- | --------------------------- | ------------------ |
| 1   | TM     | Bruno Rivas         | 22 tháng 8, 2000 (16 tuổi)  | Florida            |
| 2   | HV     | José Luis Temo      | 15 tháng 2, 2000 (17 tuổi)  | Calleja            |
| 3   | HV     | Ervin Montero       | 16 tháng 11, 2000 (16 tuổi) | Blooming           |
| 4   | HV     | Adrián Sandoval     | 22 tháng 3, 2000 (16 tuổi)  | Máquina Vieja      |
| 5   | HV     | Carlos Chore        | 3 tháng 6, 2000 (16 tuổi)   | Calleja            |
| 6   | TV     | Daniel Rojas        | 22 tháng 2, 2000 (17 tuổi)  | Calleja            |
| 7   | TV     | Reinaldo Arancibia  | 15 tháng 1, 2000 (17 tuổi)  | Dínamo             |
| 8   | TV     | Franz Gonzales      | 26 tháng 6, 2000 (16 tuổi)  | Aurora             |
| 9   | TĐ     | Sebastián Melgar    | 16 tháng 7, 2001 (15 tuổi)  | Boca Juniors       |
| 10  | TV     | Jhon García         | 13 tháng 4, 2000 (16 tuổi)  | Calleja            |
| 11  | TĐ     | Jaume Cuéllar       | 23 tháng 8, 2001 (15 tuổi)  | Barcelona Cadete A |
| 12  | TM     | Mauricio Adorno     | 3 tháng 4, 2001 (15 tuổi)   | Dínamo             |
| 13  | TV     | Alan Siles          | 14 tháng 6, 2000 (16 tuổi)  | Blooming           |
| 14  | HV     | Alejandro Valeriano | 22 tháng 2, 2000 (17 tuổi)  | Florida            |
| 15  | TV     | Limberth Mamani     | 20 tháng 8, 2000 (16 tuổi)  | Jorge Wilstermann  |
| 16  | TV     | Paolo Alcócer       | 3 tháng 9, 2000 (16 tuổi)   | Orlando City       |
| 17  | TV     | Sebastián Galindo   | 29 tháng 7, 2000 (16 tuổi)  | Jorge Wilstermann  |
| 18  | TĐ     | Ferddy Roca         | 24 tháng 3, 2000 (16 tuổi)  | Oriente Petrolero  |
| 19  | TV     | Adalid Terrazas     | 25 tháng 8, 2000 (16 tuổi)  | Tiquipaya          |
| 20  | TĐ     | Roler Ferrufino     | 10 tháng 10, 2000 (16 tuổi) | Florida            |
| 21  | TĐ     | Eduardo Velásquez   | 21 tháng 7, 2000 (16 tuổi)  | Pelota de Trapo    |
| 22  | TĐ     | Miguel Bengolea     | 13 tháng 9, 2000 (16 tuổi)  | Jorge Wilstermann  |
| 23  | TM     | Fabián Rojas        | 18 tháng 6, 2000 (16 tuổi)  | Sport Boys Warnes  |

### Chile
Huấn luyện viên: Hernán Caputto
| 0#0 | Vị trí | Cầu thủ            | Ngày sinh và tuổi           | Câu lạc bộ           |
| --- | ------ | ------------------ | --------------------------- | -------------------- |
| 1   | TM     | Rodrigo Cancino    | 9 tháng 2, 2000 (17 tuổi)   | Universidad de Chile |
| 2   | HV     | Gastón Zúñiga      | 19 tháng 2, 2000 (17 tuổi)  | O'Higgins            |
| 3   | HV     | Lucas Alarcón      | 5 tháng 3, 2000 (16 tuổi)   | Universidad de Chile |
| 4   | HV     | Nicolás Aravena    | 17 tháng 6, 2000 (16 tuổi)  | Colo-Colo            |
| 5   | HV     | Yerko Oyanedel     | 19 tháng 9, 2000 (16 tuổi)  | Universidad Católica |
| 6   | TV     | Martín Lara        | 28 tháng 12, 2000 (16 tuổi) | Universidad Católica |
| 7   | TĐ     | Nicolás Gutiérrez  | 28 tháng 1, 2000 (17 tuổi)  | Palestino            |
| 8   | TV     | Tomás Espinoza     | 27 tháng 5, 2001 (15 tuổi)  | Rosario Central      |
| 9   | TĐ     | Zederick Vega      | 8 tháng 1, 2000 (17 tuổi)   | Colo-Colo            |
| 10  | TV     | Branco Provoste    | 14 tháng 4, 2000 (16 tuổi)  | Colo-Colo            |
| 11  | TĐ     | Pedro Campos       | 2 tháng 6, 2000 (16 tuổi)   | Universidad Católica |
| 12  | TM     | Julio Bórquez      | 20 tháng 4, 2000 (16 tuổi)  | Deportes Iquique     |
| 13  | TĐ     | Willian Gama       | 30 tháng 6, 2000 (16 tuổi)  | Santiago Wanderers   |
| 14  | TĐ     | Diego Valencia     | 14 tháng 1, 2000 (17 tuổi)  | Universidad Católica |
| 15  | HV     | Sebastián Valencia | 13 tháng 2, 2000 (17 tuổi)  | Colo-Colo            |
| 16  | TV     | Oliver Rojas       | 11 tháng 6, 2000 (16 tuổi)  | Audax Italiano       |
| 17  | HV     | Matías Ferrari     | 8 tháng 1, 2000 (17 tuổi)   | Colo-Colo            |
| 18  | HV     | Matías Silva       | 30 tháng 6, 2000 (16 tuổi)  | Unión San Felipe     |
| 19  | TV     | Mauricio Morales   | 7 tháng 1, 2000 (17 tuổi)   | Universidad de Chile |
| 20  | TĐ     | Antonio Díaz       | 26 tháng 4, 2000 (16 tuổi)  | O'Higgins            |
| 21  | TĐ     | Benjamín Cam       | 15 tháng 2, 2000 (17 tuổi)  | Unión Española       |
| 22  | TM     | Hugo Araya         | 26 tháng 12, 2000 (16 tuổi) | Cobreloa             |
| 23  | TĐ     | Alexis Valencia    | 8 tháng 1, 2001 (16 tuổi)   | Santiago Wanderers   |

### Colombia
Huấn luyện viên: Orlando Restrepo
| 0#0 | Vị trí | Cầu thủ              | Ngày sinh và tuổi           | Câu lạc bộ             |
| --- | ------ | -------------------- | --------------------------- | ---------------------- |
| 1   | TM     | Marlon Tunjano       | 28 tháng 5, 2000 (16 tuổi)  | Once Caldas            |
| 2   | HV     | Andrés Balanta       | 18 tháng 1, 2000 (17 tuổi)  | Deportivo Cali         |
| 3   | HV     | Kevin Moreno         | 23 tháng 7, 2000 (16 tuổi)  | Deportivo Cali         |
| 4   | HV     | Christian Andrade    | 8 tháng 4, 2000 (16 tuổi)   | Millonarios            |
| 5   | HV     | Thomás Gutiérrez     | 1 tháng 3, 2000 (16 tuổi)   | Estudiantil            |
| 6   | TV     | Andrés Perea         | 14 tháng 11, 2000 (16 tuổi) | Atlético Nacional      |
| 7   | TĐ     | Juan David Martínez  | 30 tháng 5, 2001 (15 tuổi)  | Cortuluá               |
| 8   | TV     | Luis Miguel López    | 8 tháng 11, 2000 (16 tuổi)  | Independiente Santa Fe |
| 9   | TĐ     | Santiago Barrero     | 26 tháng 2, 2000 (16 tuổi)  | Atlético Rionegro 2010 |
| 10  | TV     | Brayan Gómez         | 29 tháng 1, 2000 (17 tuổi)  | Atlético Nacional      |
| 11  | TĐ     | Juan Peñaloza        | 3 tháng 5, 2000 (16 tuổi)   | Estudiantil            |
| 12  | TM     | Kevin Mier           | 18 tháng 5, 2000 (16 tuổi)  | Atlético Nacional      |
| 13  | HV     | Robert Mejía         | 6 tháng 10, 2000 (16 tuổi)  | Universitario Popayán  |
| 14  | HV     | Alejandro Arboleda   | 27 tháng 8, 2000 (16 tuổi)  | Envigado               |
| 15  | TV     | Carlos Carranza      | 5 tháng 11, 2000 (16 tuổi)  | Valledupar             |
| 16  | TV     | Fabián Ángel         | 10 tháng 1, 2001 (16 tuổi)  | Barranquilla           |
| 17  | HV     | Juan Mateo Garavito  | 24 tháng 10, 2000 (16 tuổi) | Atlético Boca Juniors  |
| 18  | TV     | Steven Palomeque     | 7 tháng 6, 2000 (16 tuổi)   | Estudiantil            |
| 19  | TĐ     | Juan David Vidal     | 16 tháng 9, 2000 (16 tuổi)  | Barranquilla           |
| 20  | TĐ     | Heyler Gómez         | 27 tháng 5, 2000 (16 tuổi)  | Orsomarso              |
| 21  | TV     | Wanderley Wandurraga | 15 tháng 2, 2000 (17 tuổi)  | Campohermoso           |
| 22  | TM     | Elson Mosquera       | 16 tháng 1, 2000 (17 tuổi)  | Fortaleza CEIF         |
| 23  | TĐ     | Jaminton Campaz      | 24 tháng 5, 2000 (16 tuổi)  | Deportes Tolima        |

### Ecuador
Huấn luyện viên: Gonzalo Alcocer
| 0#0 | Vị trí | Cầu thủ                | Ngày sinh và tuổi           | Câu lạc bộ              |
| --- | ------ | ---------------------- | --------------------------- | ----------------------- |
| 1   | TM     | Moisés Ramírez         | 9 tháng 9, 2000 (16 tuổi)   | Independiente del Valle |
| 2   | HV     | Joffre Monrroy         | 29 tháng 7, 2000 (16 tuổi)  | River Ecuador           |
| 3   | HV     | Mauricio Quiñónez      | 24 tháng 9, 2000 (16 tuổi)  | Independiente del Valle |
| 4   | HV     | Jackson Porozo         | 4 tháng 8, 2000 (16 tuổi)   | Manta                   |
| 5   | TV     | Joseph Espinoza        | 2 tháng 7, 2000 (16 tuổi)   | L.D.U. Quito            |
| 6   | HV     | Stephano Silva         | 5 tháng 9, 2000 (16 tuổi)   | Independiente del Valle |
| 7   | TV     | Néstor Rivera          | 29 tháng 5, 2000 (16 tuổi)  | Manta                   |
| 8   | TV     | César Parra            | 30 tháng 3, 2000 (16 tuổi)  | L.D.U. Quito            |
| 9   | TĐ     | Andrés Parrales        | 10 tháng 1, 2000 (17 tuổi)  | Macará                  |
| 10  | TV     | Jordan Rezabala        | 29 tháng 2, 2000 (16 tuổi)  | Independiente del Valle |
| 11  | TĐ     | Denilson Ovando        | 23 tháng 9, 2001 (15 tuổi)  | Independiente del Valle |
| 12  | TM     | Julio César Cárdenas   | 11 tháng 9, 2000 (16 tuổi)  | L.D.U. Quito            |
| 13  | HV     | Bismark Sánchez        | 23 tháng 1, 2000 (17 tuổi)  | Aucas                   |
| 14  | TV     | Kevin Sambonino        | 14 tháng 4, 2000 (16 tuổi)  | River Ecuador           |
| 15  | TV     | Ariel Hall             | 12 tháng 9, 2000 (16 tuổi)  | Orense                  |
| 16  | HV     | Jhon Campos            | 30 tháng 10, 2000 (16 tuổi) | El Nacional             |
| 17  | TV     | Kevin González         | 17 tháng 1, 2000 (17 tuổi)  | River Ecuador           |
| 18  | TĐ     | Gerly Delgado          | 28 tháng 3, 2000 (16 tuổi)  | Sporting Juncal         |
| 19  | TĐ     | Santiago Micolta       | 26 tháng 5, 2000 (16 tuổi)  | Fuerza Amarilla         |
| 20  | TĐ     | Cristian Tobar         | 5 tháng 7, 2000 (16 tuổi)   | Imbabura                |
| 21  | HV     | Juan Esteban Contreras | 29 tháng 8, 2000 (16 tuổi)  | Clan Juvenil            |
| 22  | TM     | Alexis Villa           | 22 tháng 9, 2001 (15 tuổi)  | El Nacional             |
| 23  | TV     | William Piguave        | 25 tháng 2, 2000 (16 tuổi)  | Barcelona               |

### Uruguay
Huấn luyện viên: Alejandro Garay
| 0#0 | Vị trí | Cầu thủ              | Ngày sinh và tuổi           | Câu lạc bộ           |
| --- | ------ | -------------------- | --------------------------- | -------------------- |
| 1   | TM     | Mauro Silveira       | 6 tháng 5, 2000 (16 tuổi)   | Montevideo Wanderers |
| 2   | HV     | Jonathan González    | 22 tháng 6, 2000 (16 tuổi)  | Defensor Sporting    |
| 3   | HV     | Cristian Luna        | 26 tháng 1, 2000 (17 tuổi)  | Nacional             |
| 4   | HV     | Edgar Elizalde       | 27 tháng 2, 2000 (16 tuổi)  | Montevideo Wanderers |
| 5   | TV     | Gastón Medina        | 13 tháng 9, 2000 (16 tuổi)  | Liverpool            |
| 6   | TV     | José Neris           | 13 tháng 3, 2000 (16 tuổi)  | River Plate          |
| 7   | TV     | Juan Manuel Sanabria | 29 tháng 3, 2000 (16 tuổi)  | Nacional             |
| 8   | TV     | Gonzalo Nápoli       | 8 tháng 5, 2000 (16 tuổi)   | Defensor Sporting    |
| 9   | TĐ     | Gustavo Viera        | 21 tháng 10, 2000 (16 tuổi) | Liverpool            |
| 10  | TV     | Santiago Rodríguez   | 8 tháng 1, 2000 (17 tuổi)   | Nacional             |
| 11  | TĐ     | Facundo Torres       | 13 tháng 4, 2000 (16 tuổi)  | Peñarol              |
| 12  | TM     | Nahuel Suárez        | 2 tháng 6, 2000 (16 tuổi)   | Defensor Sporting    |
| 13  | HV     | Brian Ferrares       | 1 tháng 3, 2000 (16 tuổi)   | Danubio              |
| 14  | HV     | Facundo Parada       | 28 tháng 1, 2000 (17 tuổi)  | Nacional             |
| 15  | HV     | Santiago Fernández   | 4 tháng 3, 2000 (16 tuổi)   | Montevideo Wanderers |
| 16  | TV     | Alan Rodríguez       | 25 tháng 1, 2000 (17 tuổi)  | Defensor Sporting    |
| 17  | TV     | Thomás Chacón        | 17 tháng 8, 2000 (16 tuổi)  | Danubio              |
| 18  | TV     | Mateo Sena           | 30 tháng 3, 2000 (16 tuổi)  | Fénix                |
| 19  | TĐ     | Ezequiel Mechoso     | 23 tháng 3, 2000 (16 tuổi)  | Defensor Sporting    |
| 20  | TĐ     | Owen Falconis        | 25 tháng 2, 2000 (16 tuổi)  | Defensor Sporting    |
| 21  | TĐ     | Facundo Milán        | 3 tháng 2, 2001 (16 tuổi)   | Defensor Sporting    |
| 22  | TV     | Brian Rodríguez      | 24 tháng 1, 2001 (16 tuổi)  | Peñarol              |
| 23  | TM     | Franco Israel        | 22 tháng 4, 2000 (16 tuổi)  | Nacional             |

## Bảng B

### Argentina
Huấn luyện viên: Miguel Micó
| 0#0 | Vị trí | Cầu thủ             | Ngày sinh và tuổi          | Câu lạc bộ              |
| --- | ------ | ------------------- | -------------------------- | ----------------------- |
| 1   | TM     | Manuel Roffo        | 4 tháng 4, 2000 (16 tuổi)  | Boca Juniors            |
| 2   | HV     | Nehuén Pérez        | 24 tháng 6, 2000 (16 tuổi) | Argentinos Juniors      |
| 3   | HV     | Laureano Grandis    | 21 tháng 1, 2000 (17 tuổi) | Boca Juniors            |
| 4   | HV     | Marcelo Weigandt    | 11 tháng 1, 2000 (17 tuổi) | Boca Juniors            |
| 5   | TV     | Ignacio Pais Mayán  | 30 tháng 5, 2000 (16 tuổi) | Racing                  |
| 6   | HV     | Rodrigo Cavallera   | 23 tháng 2, 2000 (16 tuổi) | San Lorenzo             |
| 7   | TĐ     | Benjamín Rollheiser | 24 tháng 3, 2000 (16 tuổi) | River Plate             |
| 8   | TV     | Fausto Vera         | 26 tháng 3, 2000 (16 tuổi) | Argentinos Juniors      |
| 9   | TĐ     | Facundo Colidio     | 4 tháng 1, 2000 (17 tuổi)  | Boca Juniors            |
| 10  | TĐ     | Benjamín Garré      | 11 tháng 7, 2000 (16 tuổi) | Manchester City Academy |
| 11  | TĐ     | Agustín Obando      | 11 tháng 3, 2000 (16 tuổi) | Boca Juniors            |
| 12  | TM     | Mauricio Maslovski  | 15 tháng 3, 2000 (16 tuổi) | Rosario Central         |
| 13  | HV     | Rodrigo Scagliarini | 24 tháng 5, 2000 (16 tuổi) | Newell's Old Boys       |
| 14  | TV     | Facundo Fernández   | 14 tháng 2, 2000 (17 tuổi) | Boca Juniors            |
| 15  | HV     | Elías López         | 8 tháng 7, 2000 (16 tuổi)  | River Plate             |
| 16  | HV     | Rodrigo Sequeira    | 13 tháng 2, 2000 (17 tuổi) | Boca Juniors            |
| 17  | TV     | Agustín Almendra    | 11 tháng 2, 2000 (17 tuổi) | Boca Juniors            |
| 18  | HV     | Joan Mazzaco        | 25 tháng 4, 2000 (16 tuổi) | Rosario Central         |
| 19  | TĐ     | Mauro García        | 15 tháng 2, 2000 (17 tuổi) | Lanús                   |
| 20  | TĐ     | Julián Carranza     | 22 tháng 5, 2000 (16 tuổi) | Banfield                |
| 21  | TV     | Valentín Gasc       | 9 tháng 10, 2000 (16 tuổi) | Lanús                   |
| 22  | TV     | Valentín Barbero    | 13 tháng 7, 2000 (16 tuổi) | Belgrano                |
| 23  | TM     | Leonardo Díaz       | 27 tháng 1, 2000 (17 tuổi) | River Plate             |

### Brasil
Huấn luyện viên: Carlos Amadeu
| 0#0 | Vị trí | Cầu thủ        | Ngày sinh và tuổi           | Câu lạc bộ          |
| --- | ------ | -------------- | --------------------------- | ------------------- |
| 1   | TM     | Gabriel Brazão | 5 tháng 10, 2000 (16 tuổi)  | Cruzeiro            |
| 2   | HV     | Wesley         | 13 tháng 3, 2000 (16 tuổi)  | Flamengo            |
| 3   | HV     | Vitão          | 2 tháng 2, 2000 (17 tuổi)   | Palmeiras           |
| 4   | HV     | Matheus Stockl | 14 tháng 3, 2000 (16 tuổi)  | Atlético Mineiro    |
| 5   | TV     | Victor Bobsin  | 12 tháng 1, 2000 (17 tuổi)  | Grêmio              |
| 6   | HV     | Weverson       | 5 tháng 7, 2000 (16 tuổi)   | São Paulo           |
| 7   | TĐ     | Paulinho       | 15 tháng 7, 2000 (16 tuổi)  | Vasco da Gama       |
| 8   | TĐ     | Vitinho        | 4 tháng 1, 2000 (17 tuổi)   | Corinthians         |
| 9   | TĐ     | Lincoln        | 16 tháng 12, 2000 (16 tuổi) | Flamengo            |
| 10  | TV     | Alan Souza     | 8 tháng 3, 2000 (16 tuổi)   | Palmeiras           |
| 11  | TĐ     | Vinícius Jr.   | 12 tháng 7, 2000 (16 tuổi)  | Flamengo            |
| 12  | TM     | Lucão          | 26 tháng 2, 2001 (15 tuổi)  | Vasco da Gama       |
| 13  | HV     | Rodrigo Guth   | 10 tháng 11, 2000 (16 tuổi) | Coritiba            |
| 14  | HV     | Lucas Halter   | 2 tháng 5, 2000 (16 tuổi)   | Atlético Paranaense |
| 15  | HV     | Patrick Souza  | 28 tháng 2, 2000 (16 tuổi)  | Flamengo            |
| 16  | HV     | Kazu           | 18 tháng 3, 2000 (16 tuổi)  | Coritiba            |
| 17  | TV     | Victor Yan     | 9 tháng 4, 2001 (15 tuổi)   | Santos              |
| 18  | TV     | Marcos Antônio | 13 tháng 6, 2000 (16 tuổi)  | Atlético Paranaense |
| 19  | TĐ     | Alerrando      | 12 tháng 1, 2000 (17 tuổi)  | Atlético Mineiro    |
| 20  | TĐ     | Brenner        | 16 tháng 1, 2000 (17 tuổi)  | São Paulo           |
| 21  | TV     | Rodrigo Nestor | 9 tháng 8, 2000 (16 tuổi)   | São Paulo           |
| 22  | TM     | Arthur Gazze   | 12 tháng 4, 2000 (16 tuổi)  | São Paulo           |
| 23  | TĐ     | Yuri Alberto   | 18 tháng 3, 2001 (15 tuổi)  | Santos              |

### Paraguay
Huấn luyện viên: Gustavo Morínigo
| 0#0 | Vị trí | Cầu thủ            | Ngày sinh và tuổi          | Câu lạc bộ       |
| --- | ------ | ------------------ | -------------------------- | ---------------- |
| 1   | TM     | Ángel Roa          | 8 tháng 2, 2000 (17 tuổi)  | Olimpia          |
| 2   | HV     | Jesús Rolón        | 4 tháng 7, 2000 (16 tuổi)  | Olimpia          |
| 3   | HV     | Roberto Fernández  | 7 tháng 6, 2000 (16 tuổi)  | Guaraní          |
| 4   | HV     | Yair Méndez        | 31 tháng 8, 2000 (16 tuổi) | Olimpia          |
| 5   | HV     | Alexis Duarte      | 12 tháng 3, 2000 (16 tuổi) | Cerro Porteño    |
| 6   | TV     | Braian Ojeda       | 27 tháng 6, 2000 (16 tuổi) | Olimpia          |
| 7   | TĐ     | Antonio Galeano    | 22 tháng 3, 2000 (16 tuổi) | Rubio Ñu         |
| 8   | TV     | Stevens Gómez      | 8 tháng 1, 2000 (17 tuổi)  | Cerro Porteño    |
| 9   | TĐ     | Fernando Romero    | 24 tháng 4, 2000 (16 tuổi) | Nacional         |
| 10  | TV     | Julio Báez         | 13 tháng 1, 2000 (17 tuổi) | Cerro Porteño    |
| 11  | TĐ     | Martín Sánchez     | 27 tháng 1, 2000 (17 tuổi) | Olimpia          |
| 12  | TM     | Aldo Pérez         | 3 tháng 11, 2000 (16 tuổi) | Guaraní          |
| 13  | HV     | Marcelo Rolón      | 19 tháng 2, 2000 (17 tuổi) | Libertad         |
| 14  | HV     | Rodrigo Quintero   | 15 tháng 7, 2000 (16 tuổi) | Guaraní          |
| 15  | HV     | Luis Zárate        | 25 tháng 2, 2000 (16 tuổi) | Libertad         |
| 16  | TĐ     | Ramón Zárate       | 10 tháng 6, 2000 (16 tuổi) | Libertad         |
| 17  | TĐ     | Fernando Cardozo   | 8 tháng 2, 2001 (16 tuổi)  | Olimpia          |
| 18  | TĐ     | Blas Armoa         | 3 tháng 2, 2000 (17 tuổi)  | Sportivo Luqueño |
| 19  | TĐ     | Nicolás Morínigo   | 9 tháng 3, 2000 (16 tuổi)  | Olimpia          |
| 20  | TV     | Giovanni Bogado    | 16 tháng 9, 2001 (15 tuổi) | Libertad         |
| 21  | HV     | Alan Rodríguez     | 15 tháng 8, 2000 (16 tuổi) | Cerro Porteño    |
| 22  | TM     | Jhonathan Martínez | 12 tháng 3, 2000 (16 tuổi) | Olimpia          |
| 23  | TV     | Víctor Villasanti  | 29 tháng 3, 2000 (16 tuổi) | Guaraní          |

### Peru
Huấn luyện viên: Juan José Oré
| 0#0 | Vị trí | Cầu thủ           | Ngày sinh và tuổi          | Câu lạc bộ                |
| --- | ------ | ----------------- | -------------------------- | ------------------------- |
| 1   | TM     | Carlos Torres     | 12 tháng 6, 2000 (16 tuổi) | Universidad de San Martín |
| 2   | HV     | Adrián Gutierrez  | 20 tháng 2, 2000 (17 tuổi) | C.A.R. de Ica             |
| 3   | HV     | Benjamín Villalta | 24 tháng 7, 2000 (16 tuổi) | Sporting Cristal          |
| 4   | HV     | Franz Schmidt     | 3 tháng 5, 2000 (16 tuổi)  | Universidad de San Martín |
| 5   | HV     | Anthony Fuentes   | 24 tháng 2, 2000 (16 tuổi) | Sport Huancayo            |
| 6   | TV     | Anthony Aoki      | 9 tháng 6, 2000 (16 tuổi)  | Sporting Cristal          |
| 7   | TV     | Fredy Oncoy       | 29 tháng 9, 2000 (16 tuổi) | Esther Grande de Bentín   |
| 8   | TV     | Luis Cano         | 7 tháng 5, 2000 (16 tuổi)  | Universitario             |
| 9   | TĐ     | Gonzalo Sánchez   | 6 tháng 5, 2000 (16 tuổi)  | Alianza Lima              |
| 10  | TV     | Mauricio Matzuda  | 5 tháng 1, 2000 (17 tuổi)  | Esther Grande de Bentín   |
| 11  | TV     | Vasco Fry         | 30 tháng 7, 2000 (16 tuổi) | Sporting Cristal          |
| 12  | TM     | Fabrizio Salazar  | 29 tháng 6, 2000 (16 tuổi) | Alianza Lima              |
| 13  | TV     | Diego Nación      | 29 tháng 2, 2000 (16 tuổi) | Universitario             |
| 14  | TV     | Fernando Melgar   | 8 tháng 3, 2000 (16 tuổi)  | Universidad de San Martín |
| 15  | HV     | Steffano Medina   | 15 tháng 3, 2000 (16 tuổi) | Los Blue Rays             |
| 16  | TV     | Leonardo Mifflin  | 4 tháng 1, 2000 (17 tuổi)  | Esther Grande de Bentín   |
| 17  | TĐ     | José Bolívar      | 17 tháng 1, 2000 (17 tuổi) | Universidad de San Martín |
| 18  | TV     | Nelson Cabanillas | 8 tháng 2, 2000 (17 tuổi)  | Escuela Héctor Chumpitaz  |
| 19  | TĐ     | Renzo Galindo     | 17 tháng 2, 2000 (17 tuổi) | Los Blue Rays             |
| 20  | TV     | Diego Temoche     | 2 tháng 4, 2000 (16 tuổi)  | Universitario             |
| 21  | TM     | Édgar Schottland  | 5 tháng 7, 2000 (16 tuổi)  | Universidad César Vallejo |
| 22  | HV     | Fabricio Aragón   | 7 tháng 9, 2000 (16 tuổi)  | Universitario             |
| 23  | TĐ     | Paulo Gallardo    | 29 tháng 1, 2001 (16 tuổi) | Sporting Cristal          |

### Venezuela
Huấn luyện viên: José Hernández
| 0#0 | Vị trí | Cầu thủ               | Ngày sinh và tuổi          | Câu lạc bộ          |
| --- | ------ | --------------------- | -------------------------- | ------------------- |
| 1   | TM     | Miguel Silva          | 9 tháng 7, 2000 (16 tuổi)  | Deportivo La Guaira |
| 2   | HV     | Diego Luna            | 2 tháng 1, 2000 (17 tuổi)  | LALA                |
| 3   | HV     | Pronswell Fernández   | 3 tháng 4, 2000 (16 tuổi)  | Deportivo La Guaira |
| 4   | HV     | Junior Moreno         | 3 tháng 3, 2000 (16 tuổi)  | Trujillanos         |
| 5   | TV     | Christian Makoun      | 5 tháng 3, 2000 (16 tuổi)  | Zamora              |
| 6   | HV     | Eduardo Fereira       | 29 tháng 9, 2000 (16 tuổi) | Escuela Secasports  |
| 7   | TĐ     | Jan Carlos Hurtado    | 5 tháng 3, 2000 (16 tuổi)  | Deportivo Táchira   |
| 8   | TV     | Carlos Rodríguez      | 27 tháng 7, 2000 (16 tuổi) | Atlético Venezuela  |
| 9   | TĐ     | José Barragán         | 13 tháng 5, 2000 (16 tuổi) | Patriotas           |
| 10  | TV     | Jorge Echeverría      | 13 tháng 2, 2000 (17 tuổi) | Caracas             |
| 11  | TV     | Brayan Palmezano      | 17 tháng 9, 2000 (16 tuổi) | Zulia               |
| 12  | TM     | Manuel Sanhouse       | 23 tháng 1, 2000 (17 tuổi) | Deportivo Táchira   |
| 13  | HV     | Rommel Ibarra         | 24 tháng 3, 2000 (16 tuổi) | Deportivo La Guaira |
| 14  | HV     | Adrián Zambrano       | 21 tháng 5, 2000 (16 tuổi) | Zulia               |
| 15  | HV     | Marco Gómez           | 19 tháng 4, 2000 (16 tuổi) | Zulia               |
| 16  | TV     | Keyner De Vasconcelos | 24 tháng 2, 2000 (16 tuổi) | Atlético Venezuela  |
| 17  | TV     | Sebastián Chalbaud    | 26 tháng 9, 2000 (16 tuổi) | Escuela Secasports  |
| 18  | TV     | Cristian Cásseres     | 20 tháng 1, 2000 (17 tuổi) | Deportivo La Guaira |
| 19  | TV     | Jorge Yriarte         | 4 tháng 3, 2000 (16 tuổi)  | Deportivo Lara      |
| 20  | TĐ     | Danny Pérez           | 23 tháng 1, 2000 (17 tuổi) | Deportivo La Guaira |
| 21  | TV     | Octavio Páez          | 28 tháng 2, 2000 (16 tuổi) | Academia Emeritense |
| 22  | TM     | Carlos Olses          | 5 tháng 9, 2000 (16 tuổi)  | Deportivo La Guaira |
| 23  | TĐ     | Manuel Godoy          | 21 tháng 1, 2000 (17 tuổi) | Deportivo Lara      |